# Steve Jones
Stephen Philip Jones, detto Steve (Londra, 3 settembre 1955), è un chitarrista inglese.
Noto soprattutto per essere stato un fondatore dello storico gruppo punk rock dei Sex Pistols, alla fine degli anni ottanta ha pubblicato due album solisti dove si orientò su un suono hard rock.

## Biografia
Jones nasce a Londra nel 1955; abbandonato dal padre a soli due anni, ebbe un'infanzia infelice. Nel 1972 forma una cover band chiamata The Strand assieme al batterista Paul Cook, assumendo il ruolo di cantante e chitarrista con lo pseudonimo di Q.T. Jones. Nel 1975 i due iniziano a frequentare il locale "Sex" di Malcolm McLaren, che diventa il loro manager e assume il cantante John Lydon (alias Johnny Rotten) e il bassista Glen Matlock. Insieme danno vita ai Sex Pistols, diventando presto una delle più famose punk band. Jones rimarrà nel gruppo per tutta la sua breve durata e pubblicherà con esso Never Mind the Bollocks, Here's the Sex Pistols. Lo scioglimento del gruppo colpisce molto Jones, che diventa dipendente dall'eroina. Uscirà da questo problema solo nel 1987, quando pubblicherà il suo primo album da solista, Mercy.
Nel 1978 Jones e Cook partecipano alla registrazione dell'album solista di Johnny Thunders So Alone. Nello stesso periodo partecipa al film di Malcolm McLaren The Great Rock 'n' Roll Swindle, sulla storia dei Sex Pistols, interpretando il personaggio The Crook (che significa "imbroglione, truffatore"). Dopo aver registrato come produttore l'EP The American in Me con il gruppo punk statunitense Avengers, forma con Cook e i componenti dei Thin Lizzy Phil Lynott, Scott Gorham e Brian Downey i The Greedy Bastards, che pubblicheranno un solo singolo, A Merry Jingle. Insieme a Paul Cook lavora nel 1981 con le Bananarama. Dopo aver contribuito all'album solista di Joan Jett Bad Reputation, Kiss Me Deadly dei Generation X e Kaleidoscope dei Siouxsie and the Banshees, nel 1979 Jones forma insieme a Cook ed Andy Allen il gruppo punk rock The Professionals. Nel 1980 lavora al singolo Psychedelic Musik dei Lightning Raiders.
Il gruppo, con all'attivo un album di buon livello del 1981, I Didn't See It Coming, e cinque 45 giri, si scioglierà nel 1982 dopo un incidente stradale in cui vennero coinvolti tutti i componenti del gruppo tranne Jones. Nel 1990 esce postumo in versione limitata su vinile The Professionals LP, un album "fantasma", mai pubblicato prima, contenente registrazioni del 1980. Nel 1982 partecipa, insieme a Paul Cook e Paul Simonon (creando per l'occasione il gruppo The Looters), al film Ladies and Gentlemen, The Fabulous Stains: la storia di tre ragazze che vogliono creare una punk band. Nel 1984, Jones formò il supergruppo new wave Chequered Past, con Clem Burke dei Blondie con cui pubblicò un unico album omonimo, prima di sciogliersi nel 1985. Nel 1986 partecipa alla registrazione dell'album Blah Blah Blah di Iggy Pop; dopo una lunga dipendenza dall'eroina, finalmente nel 1987 Jones riesce a disintossicarsi, e pubblica il suo primo album solista, Mercy. In seguito co-produce e scrive la maggior parte delle canzoni dell'album solista di Andy Taylor, Thunder.
Nel 1988 realizza insieme a Iggy pop l'album hard rock-heavy metal Instinct; l'anno successivo pubblicherà il secondo album solista, Fire and Gasoline, caratterizzato da un suono hard rock grezzo e potente; l'album otterrà un discreto successo commerciale. Nel 1989 partecipa alle registrazioni di Cyco Miko, disco solista di Mike Muir, cantante dei Suicidal Tendencies. Negli anni Novanta collaborò con Bob Dylan, The Nothings, Don Johnson, prendendo anche parte al primo e unico album di Johnny Depp, P, insieme a Flea dei Red Hot Chili Peppers e a Gibby Haynes, cantante dei Butthole Surfers. Nel 1992 fonda i Fantasy 7, con Mark McCoy come cantante.
Dopo qualche tour in Argentina e negli Stati Uniti, il gruppo si scioglie nel 1993. Nel 1995, in occasione di una session sonora al Viper Room di Los Angeles, Jones creò un altro supergruppo, i Neurotic Outsiders, con Duff McKagan e Matt Sorum dei Guns N' Roses e John Taylor dei Duran Duran. Nel 1996 la band registrò l'album omonimo per la Maverick Records, seguito da un tour di successo in Europa e Nord America, prima di sciogliersi nel 1999. Nello stesso anno Jones registra le chitarre e produce il primo disco del gruppo heavy americano dei Buckcherry. Nel 1996 e nel 2002, Jones è tornato a vestire i panni del chitarrista dei Pistols nei tour mondiali della band riunita.
Nel 1999 compare in una piccola parte nel film Mascara, con Amanda De Cadenet. Nel 2000 è apparso nel film biografico sui Sex Pistols The Filth and the Fury. Nel 2004 partecipa ad un concerto tributo alla band punk dei Ramones (immortalato nel film-documentario Too Tough to Die: a Tribute to Johnny Ramone) per il trentesimo anniversario della fondazione della band, insieme a Henry Rollins dei Black Flag, Tim Armstrong dei Rancid, Brett Gurewitz dei Bad Religion, Eddie Vedder dei Pearl Jam ed altri ancora.
Recentemente ha registrato, sempre in veste di chitarrista, l'album di Marie Presley, figlia di Elvis, e ha preso parte a diverse altri progetti in ambito pop.
Dal 2016 conduce il programma Jonesy's Jukebox sulla radio KLOS di Los Angeles ospitando, tra gli altri, molti colleghi famosi come Dave Grohl, Jerry Cantrell, Mike McCready, Anthony Kiedis, Jack Black, Paul Stanley, Ozzy Osbourne, Lenny Kravitz, Juliette Lewis e Ace Frehley.

## Strumentazione
Con i Sex Pistols Jones ha usato principalmente una Gibson Les Paul Custom bianca del 1974, precedentemente appartenuta a Sylvain Sylvain dei New York Dolls. Ha anche utilizzato una 954 Black Gibson Les Paul Custom con pickup P90 sul ponte e pickup e Alnico sul manico. Ha utilizzato anche una chitarra Gibson Firebird nella tournée americana. 
Sempre con i Sex Pistols ha adoperato un amplificatore Fender Twin Reverb con Gauss Speakers e un pedale MXR Script Phase 90. Ha anche adoperato un amplificatore Music Man durante un tour in Scandinavia. Nella reunion con i Sex Pistols del 1996 ha cambiato il suo amplificatore con un Marshall ancora oggi utilizzato.

## Discografia

### Da solista
- 1987 – Mercy
- 1989 – Fire and Gasoline

### Con i Sex Pistols
- 1977 – Never Mind the Bollocks, Here's the Sex Pistols
- 1979 – The Great Rock 'n' Roll Swindle

### Altri album
- 1978 – Johnny Thunders - So Alone
- 1981 – Joan Jett - Bad Reputation
- 1981 – The Professionals - I Didn't See It Coming
- 1984 – Chequered Past - Chequered Past
- 1987 – Andy Taylor - Thunder
- 1988 – Iggy Pop - Instinct
- 1988 – Bob Dylan - Down in the Groove
- 1988 – Megadeth - So Far, So Good... So What!
- 1995 – P - P
- 1996 – Neurotic Outsiders - Neurotic Outsiders
- 1996 – Insane Clown Posse - The Great Milenko
- 2005 – Lisa Marie Presley - Now What
- 2008 – David Byrne - Everything That Happens Will Happen Today